# Gymnostachyum trilobum
Gymnostachyum trilobum är en akantusväxtart som beskrevs av Ridley. Gymnostachyum trilobum ingår i släktet Gymnostachyum och familjen akantusväxter. Inga underarter finns listade i Catalogue of Life.